# Franz Brentano
Franz Clemens Brentano (n. 16 ianuarie 1838 în localitatea Marienberg de lângă Boppard de la Rin, Germania - d. 17 martie 1917, Zürich) a fost un filozof și psiholog de limbă germană, profesor la Universitatea din Viena. Totodată, prin a sa „Școală Brentano” (die Brentano-Schule) și prin numeroșii săi elevi marcanți, printre care Edmund Husserl și Sigmund Freud, Brentano este considerat a fi precursorul psihologiei moderne precum și al fenomenologiei.

## Viața și opera
- Fratele său, Lujo Brentano, a fost om de știință; ei provin dintr-o familie intelectuală catolică de origine italiană. Frații tatălui său au fost scriitorii Clemens Brentano și Bettina von Arnim. Franz Brentano studiază la München, Würzburg, Berlin și Münster.
- Brentano face legătura dintre filozofie și psihologie, el fiind un reprezentant al celor care au legat filozofia scolastică din evul mediu cu psihologia. El descrie termenul de „inexistența intenționată a unui obiect” care este bazat pe trei elemente: imaginație, părere preconcepută, variații psihice.
- Franz Brentano este unul dintre cei mai influenți gânditori de la sfârșitul secolului al XIX-lea. A reintrodus teoria intenționalității în gândirea contemporană și a elaborat într-o modalitate exemplară problematica psihologiei descriptive. Cercetările sale psihologice reprezintă punctul de pornire nemijlocit al elaborării fenomenologiei lui Edmund Husserl și al teoriei obiectului a lui Alexius Meinong, iar disertația sa este opera care a inspirat interogația heideggeriană asupra ființei.

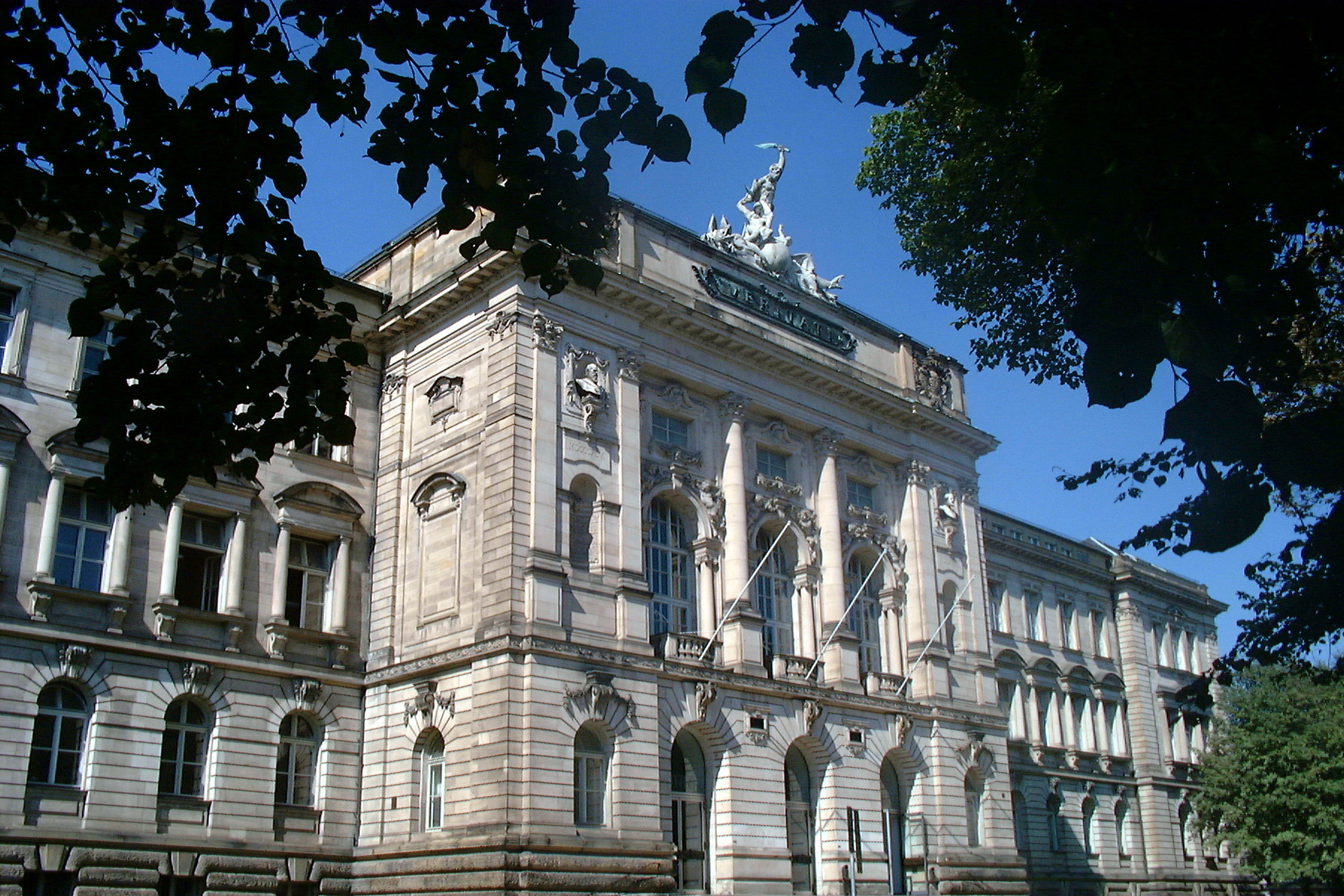
Universitatea din Würzburg

- Universitatea din WürzburgPrintre elevii săi se numără personalități precum Edmund Husserl, Rudolf Steiner, Carl Stumpf, Alexius Meinong, Sigmund Freud, Kazimierz Twardowski. De asemenea, gândirea sa l-a influențat și pe Martin Heidegger.

## Opere principale
Opere principale: 
- Despre multipla semnificație a ființei la Aristotel (1862), ed. Humanitas, 2003
- Psihologia din punct de vedere empiric (1874)
- Despre întemeierea cunoașterii etice (1889)
- Aristotel și concepția sa despre lume (1911)
- Adevăr și evidență (1930)
- Doctrina categoriilor (1933)
- Psihologia descriptivă (1982)

## Despre Franz Brentano
- „Fără Brentano nu aș fi scris un rând de filozofie.“

(Edmund Husserl, scrisoare către Maria Bruck)
- „Stimate domnule Richardson! Una dintre întrebările scrisorii dumneavoastră este următoarea: «Cum trebuie de fapt înțeleasă prima dumneavoastră experiență legată de întrebarea privitoare la ființă la Brentano?» – Vă referiți probabil la faptul că prima scriere filozofică pe care am aprofundat-o constant începând din 1907 a fost disertația "Despre multipla semnificație a ființei la Aristotel" (1862). Pe pagina de titlu a acestei scrieri se afla următoarea expresie aristotelică: to on legetai pollahos. Traduc: «ființarea se manifestă într-un mod multiplu (în ființa ei)». În această expresie se ascunde întrebarea care mi-a determinat drumul gândirii: care este determinația simplă și unitară a ființei care domină toate semnificațiile ei multiple? Ce înseamnă a fi?“

(Martin Heidegger, scrisoare către Richardson, 1963)